# Pietro di Spagna

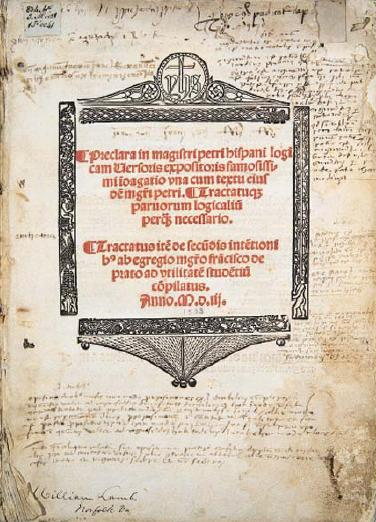
Frontespizio dell'opera di Pietro di Spagna

Pietro di Spagna (in latino Petrus Hispanus, in portoghese e in spagnolo Pedro Hispano; prima metà del XIII secolo – seconda metà del XIII secolo) fu l'autore del Tractatus, successivamente noto come Summulae Logicales, un importante manuale manuale universitario medievale sulla logica aristotelica.
Poiché si riteneva che l'Hispania inglobasse pure la penisola iberica, era tradizionalmente identificato con lo studioso ed ecclesiastico portoghese Pietro Juliani, che fu eletto come Papa Giovanni XXI nel 1276. Tuttavia gli storici spagnoli mettono in dubbio questa ipotesi, affermando che l'autore del Tractatus era un castigliano domenicano. Alcuni studiosi ritengono che egli potrebbe essere anche Petrus Ferrandi Hispanus (deceduto tra il 1254 e il 1259).

## Vita
L'unica informazione certa circa la sua biografia è che Pietro di Spagna fu allievo di Jean le Page.

## Opere

### Filosofia
Esistono numerosi manoscritti ed edizioni a stampa delle Summulae Logicales, a dimostrazione del suo grande successo nelle università di tutta Europa fino al diciassettesimo secolo. L'edizione più recente è  Tractatus called afterwards Summule Logicales, a cura di Lambertus Marie de Rijk, Wijsgerige Teksten en Studies 22 (Assen: Van Gorcum, 1972). Una sua opera logica successiva è, nell'ultima edizione,  Syncategoreumata , a cura di Lambertus Marie de Rijk e tradotto da Joke Spruyt, Studien und Text zur Geistesgeschichte des Mittelalters 30 ( New York: EJ Brill, 1992).

Pietro di Spagna appoggiò un'indagine sull'insegnamento presso l'Università di Parigi che portò alla condanna del 1277 del  vescovo parigino, che denunciò proposizioni aristoteliche che erano in conflitto con la  dottrina della Chiesa.: 
(Pietro di Spagna)

### Medicina

Thesaurus pauperum

A Petrus Hispanus, di solito identificato come lo stesso studioso, è stato attribuito un Commentario su Isacco, uno dei testi fondamentali di farmacologia clinica. Invece ad un Pedro Hispano è stato anche attribuito il  Thesaurus Pauperum, un ricettario completo per la contraccezione e l'incentivazione delle mestruazioni. Molte delle ricette di Pietro di Spagna si sono rivelate sorprendentemente efficaci dalla ricerca contemporanea, e si ritiene che le donne nell'antichità avessero un maggiore controllo sulla loro riproduzione di quanto si credesse in precedenza.